# A Year Without Rain
A Year Without Rain és un disc de la cantant, actriu, model i dissenyadora dels Estats Units Selena Gomez i de la banda de música The Scene, tret el 2010. El disc té un caràcter de música pop, mentre que el seu anterior disc, Kiss & Tell, tenia un caràcter musical més de pop-rock.
En aquestes cançons, la Selena ha passat de cantar només en anglès a cantar en castellà. Diu que per a ella és molt important saber parlar en castellà, perquè és la llengua del seu pare legítim, i ara ha començat a aprendre'n i, fins i tot ha traduït la seva cançó A Year Without Rain al castellà, cançó que està al seu disc Deluxe del mateix títol.
Aquest disc conté cançons més ballables, d'un ritme que enganxa. La Selena ha afirmat la participació de la cantant Katy Perry en la cançó Rock God. És una cançó d'un anterior disc d'aquesta cantant, que se la va deixar a la Selena perquè se la va demanar, i diu ell que era una de les seves cançons preferides del disc de la Katy, i es va emocionar molt quan li va dir que la podia cantar ella.

## Llista de cançons
El disc normal té onze cançons, i el Deluxe, en té catorze:
1. Round & Round
2. A Year Without Rain
3. Naturally
4. Rock God
5. Off The Chain
6. Summer's Not Hot
7. Intuition (feat Eric Bellinger)
8. Spotlight
9. Ghost Of You
10. Sick Of You
11. Live Like There'a No Tomorrow (De la película Ramona & Beezus)
12. Round & Round (Dave Audé Radio Remix) (Deluxe Edition)
13. A Year Without Rain (EK's Future Classic Remix - Radio Edit) (Deluxe Edition)
14. A Year Without Rain (Un Año Sin Ver Llover, cançó cantada en castellà) (Deluxe Edition)

La versió Deluxe, ve amb un DVD on surt:
- Girl Meets World: surt la gira de la Selena Gomez per Europa, darrere les càmeres, on l'entrevisten i ella parla de l'important que són per ella els seus fans i la seva carrera.
- Girl On Film: surt com es va fer el Photoshoot de "A Year Without Rain"
- Round & Round (videoclip)
- Naturally (videoclip)